# مسجد گاه
مسجد گاه مربوط به اواخر دورهٔ صفوی است و در شهرستان چناران، روستای گاه واقع شده و این اثر در تاریخ ۱۳ اسفند ۱۳۹۹ خورشیدی با شمارهٔ ثبت ۳۳۳۷۴ به‌عنوان یکی از آثار ملی ایران به ثبت رسیده است.